# Huracà Iota
L'Huracà Iota va ser un potent huracà de l'Atlàntic de 2020, i el més fort de la Temporada d'Huracans a l'Atlàntic de 2020. Conegut per ser l'últim de Categoria 5 i el segon amb les mateixes característiques registrat un novembre, després de l'Huracà de Cuba de 1932. Iota va causar greus danys en àrees de l'Amèrica Central que ja havien estat devastades per l'Huracà Eta amb prou feines dues setmanes abans. És situat com: el trentè primer cicló tropical, trentena tempesta amb nom, tretzè huracà i sisè més gran cicló tropical de la temporada rècord d'huracans a l'Atlàntic de 2020, Iota es va originar com una onada tropical que es va traslladar al Carib Oriental el 10 de novembre. Durant els següents dies, l'onada va començar a organitzar-se millor i el 13 de novembre, va desenvolupar una depressió tropical al nord de Colòmbia. La depressió es va convertir en Tempesta Tropical Iota sis hores després. Inicialment, la tempesta es va veure afectada per un cisallament del vent, però una reubicació del centre i un cisallament relaxat va permetre que Iota s'enfortís ràpidament fins a convertir-se en huracà el 15 de novembre, després de la qual cosa va experimentar una intensificació explosiva, convertint-se en un huracà de Categoria 5 l'endemà. Això va convertir el 2020 en la cinquena temporada consecutiva des de 2016 a presentar almenys un huracà de categoria 5. Després de desplaçar-se lentament va tenir un lleuger debilitament però àdhuc sent perillós, Iota va tocar terra en el nord-est de Nicaragua com un huracà de Categoria 5 d'alt nivell, convertint-se en l'huracà més fort que va tocar terra a Nicaragua al novembre en la història registrada. Després, Iota es va afeblir ràpidament a mesura que avançava cap a l'interior, abans de desfer-se el 18 de novembre.
L'onada precursora de Iota va generar inundacions sobtades en la majoria de les illes del Carib. Els avisos i advertiments de ciclons tropicals es van emetre per primera vegada el 14 de novembre en zones de Colòmbia, Nicaragua i Hondures, i els dos últims encara es recuperaven de l'Huracà Eta de només dues setmanes abans. Les fortes pluges associades amb una onada tropical i Iota van portar fortes pluges a zones de Colòmbia, la qual cosa va provocar inundacions sobtades i lliscaments de terra. Van caure pluges extremadament fortes en gran part de Nicaragua, augmentant les inundacions sobtades causades per la forta maror ciclònica de l'huracà. Els lliscaments de terra van causar grans danys i múltiples morts. Almenys 54 persones van morir a causa de l'Iota, incloses 21 a Nicaragua i 16 a Hondures, entre altres països. Es consideren desaparegudes 41 persones.
Aviat va iniciar-se la planificació dels esforços de socors, que inclouien la instal·lació de tendes de campanya, l'obertura d'hospitals temporals i el lliurament d'aliments i aigua als necessitats. Es van restablir nombroses talls d'energia en els dies posteriors a la destrucció causada per l'Iota. Els arbres caiguts i els camins bloquejats van frenar alguns equips de rescat. Es van realitzar donacions per valor de milions de dòlars als països afectats.

## Història meteorològica

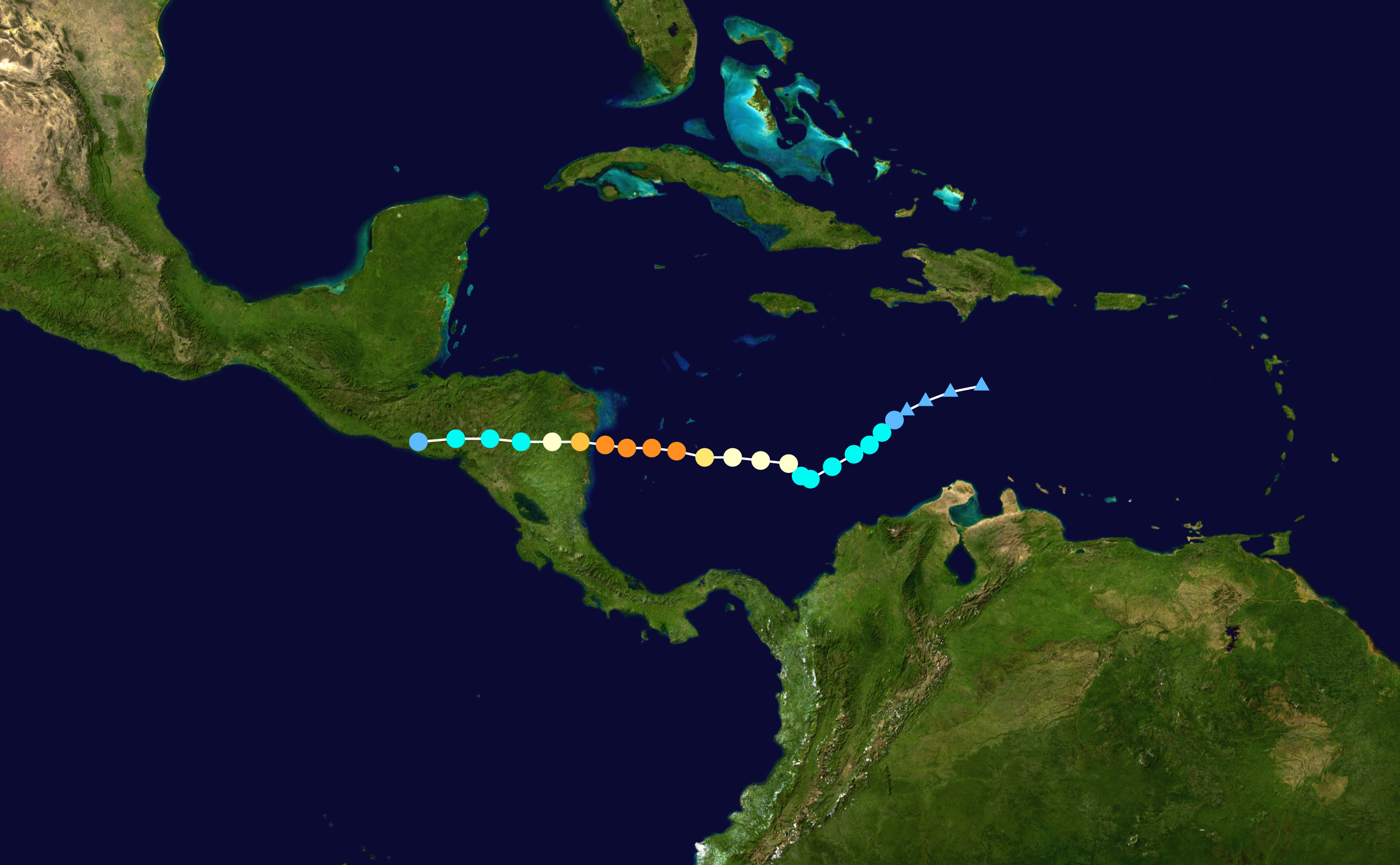
Mapa que marca la trajectòria i la intensitat de l'huracà, segons l'escala Saffir-Simpson

A les 18.00 UTC del 8 de novembre, el Centre Nacional d'Huracans (NHC) va començar a monitorar el Carib Central a la recerca d'una onada tropical que es pronosticava que entrés a l'àrea i potencialment es convertís en una àrea de baixa pressió. Posteriorment, l'onada va entrar en el Carib Oriental a les 06.00 UTC del 10 de novembre i es va traslladar cap a l'oest en un entorn més propici per al desenvolupament. A última hora de l'11 de novembre, l'onada va començar a organitzar-se millor i a les 15.00 UTC del 13 de novembre, s'havia convertit en la Depressió Tropical Trenta-u en el sud del Carib, empatant amb el 2005 en depressions tropicals en una temporada. Sis hores després, el sistema es va enfortir i convertir en la tempesta tropical Iota.
A partir de les 4.00 p. m. EST (15.00 UTC) 13 de novembre, la tempesta tropical Iota es trobava a 30 milles nàutiques de 13,8 ° N 74,3 ° W, a unes 335 milles (540 km) al sud-sud-est de Kingston, Jamaica. Els vents màxims sostinguts són de 35 nusos (40 mph; 65 km/h), amb ràfegues de 45 nusos (50 mph; 85 km/h). La pressió baromètrica mínima és 1006 mbar (29,71 inHg) i el sistema es mou d'oest a sud-oest a 3 nusos (3 mph; 6 km/h). Els vents amb força de tempesta tropical s'estenen cap a fora fins a 105 milles (165 km) des del centre.
El dia 14 de novembre de 2020 sent encara una tempesta tropical, Iota va afectar diferents ciutats de Colòmbia com Cartagena de Indias, deixant inundada la ciutat aproximadament al 70 % i deixant milionàries pèrdues materials i damnificats. L'alcalde William Dau va declarar calamitat pública a la ciutat.
Per a la matinada del 15 de novembre Iota va ser declarat huracà de categoria 1 pel Centre Nacional d'Huracans (NHC) mantenint una trajectòria cap a les illes San Andrés i Providencia (Colòmbia) i continuant el seu pas per Centreamèrica.

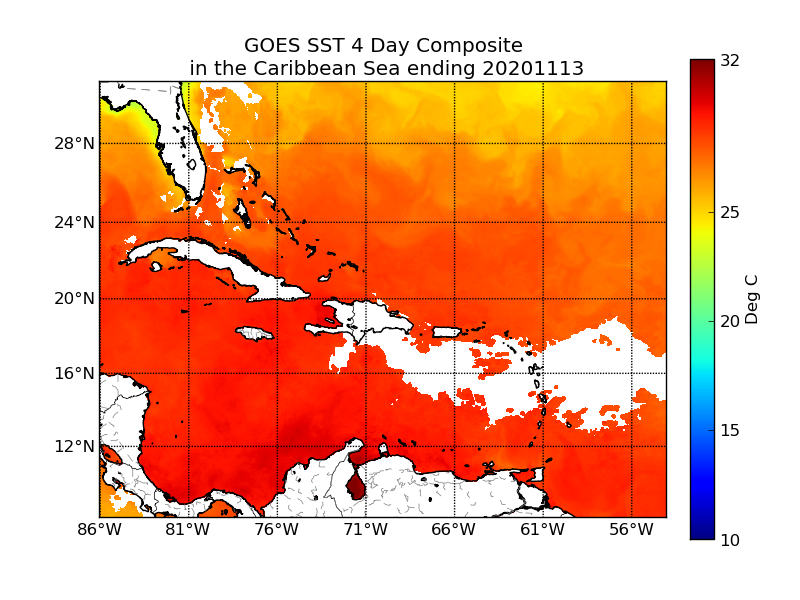
Temperatures de la superfície del mar que s'estaven incrementant ràpidament amb l'Iota

A les 06.00 UTC del 15 de novembre, Iota va aconseguir l'estat d'huracà abans d'enfortir-se a categoria 2 a les 00.00 UTC del 16 de novembre. A les 06.00 UTC del 16 de novembre, els caçadors d'huracans van descobrir que Iota s'havia convertit en un huracà de categoria 3 d'alt nivell. També van trobar llampecs intensos en la paret de l'ull sud-oest de Iota juntament amb calamarsa, que és extremadament rar en un huracà. Només 40 minuts després, a les 06.40 UTC, Iota va aconseguir la intensitat de Categoria 4.
A partir de les 7.00 p. m. EST (00.00 UTC del 16 de novembre) l'huracà Iota es trobava a 15 milles nàutiques de 13.3 ° N 79.8 ° W, aproximadament 110 milles (177 km) a l'est de l'Illa de Providència i aproximadament 255 milles (410 km) d'est a sud-est de Cap Gracias a Dios a la frontera entre Hondures i Nicaragua. Els vents màxims sostinguts són 85 nusos (100 mph; 155 km/h), amb ràfegues de 100 nusos (115 mph; 185 km/h). La pressió baromètrica mínima és de 964 mbar (28,47 inHg) i el sistema es mou d'oest a nord-oest a 8 nusos (9 mph; 15 km/h). Els vents amb força d'huracà s'estenen cap a fora fins a 25 milles (35 km) des del centre i els vents amb força de tempesta tropical s'estenen cap a fora fins a 125 milles (205 km) des del centre.
A les 10.00 am EST (15.00 UTC) del 16 de novembre, l'huracà Iota es troba a 15 milles nàutiques de 13.5 ° N 82.0 ° W, aproximadament 40 milles (65 km) a l'oest d'Illa de Providencia, Colòmbia i aproximadament 100 milles (160 km) a l'est-sud-est de Puerto Cabezas, Nicaragua. Els vents màxims sostinguts són 140 nusos (160 mph; 260 km / h), amb ràfegues de 170 nusos (195 mph; 315 km / h). La pressió baromètrica mínima és de 918 mbar (27,11 inHg) i el sistema es mou cap a l'oest a 9 nusos (10 mph; 17 km / h). Els vents amb força d'huracà s'estenen cap a fora fins a 35 milles (55 km) des del centre, i els vents amb força de tempesta tropical s'estenen cap a fora fins a 150 milles (240 km).
A partir de la 1.00 p. m. EST (18.00 UTC) 16 de novembre, l'huracà Iota es troba dins de les 15 milles nàutiques de 13.6 ° N 82.7 ° W, aproximadament 90 milles (150 km) a l'oest de l'Illa de Providència, Colòmbia i aproximadament 55 milles (90 km) a l'est-sud-est de Puerto Cabezas, Nicaragua. Els vents màxims sostinguts són 140 nusos (160 mph; 260 km / h), amb ràfegues de 170 nusos (195 mph; 315 km / h). La pressió baromètrica mínima és de 919 mbar (27,14 inHg) i el sistema es mou cap a l'oest a 8 nusos (9 mph; 15 km / h). Els vents amb força d'huracà s'estenen cap a fora fins a 45 milles (70 km) des del centre, i els vents amb força de tempesta tropical s'estenen cap a fora fins a 175 milles (280 km).
A partir de les 7.00 p. m. EST (00.00 UTC) 16 de novembre, l'huracà Iota es troba a 15 milles nàutiques de 13.6 ° N 83.0 ° W, aproximadament 35 milles (55 km) a l'est-sud-est de Puerto Cabezas, Nicaragua, i aproximadament 95 milles (155 km) al sud -sud-est del Cap Gracias a Dios a la frontera entre Hondures i Nicaragua. Els vents màxims sostinguts són 140 nusos (160 mph; 260 km/h), amb ràfegues de 170 nusos (195 mph; 315 km/h). La pressió baromètrica mínima és de 918 mbar (27,11 inHg) i el sistema es mou cap a l'oest a 8 nusos (9 mph; 15 km/h). Els vents amb força d'huracà s'estenen cap a fora fins a 45 milles (75 km) des del centre, i els vents amb força de tempesta tropical s'estenen cap a fora fins a 175 milles (280 km).
Després, Iota es va afeblir ràpidament a mesura que avançava sobre el terreny muntanyenc d'Amèrica Central, caient per sota de l'estat d'huracà major a les 09.00 UTC i per sota de l'estat d'huracà a les 18.00 UTC.
El nucli intern de l'afeblit sistema es va dissipar a mesura que es movia a través d'Hondures i Iota es va afeblir a una depressió tropical quan va entrar a El Salvador a les 09.00 UTC del 18 de novembre.
Sis hores després d'aquesta baixada, el centre de circulació de baix nivell es va dissipar i el NHC va emetre el seu avís final sobre Iota. El centre de circulació de nivell mitjà va persistir i va entrar en el Pacífic oriental.

## Actuacions
Les alertes de tempesta tropical es van emetre per primera vegada per a l'illa colombiana de San Andrés al voltant del migdia del 14 de novembre. Tres hores després, es va emetre una alerta d'huracà per a Providencia, així com al llarg de la costa del nord de Nicaragua i l'est d'Hondures amb una alerta de tempesta tropical també emesa, per al centre d'Hondures. Finalment, totes les alertes es van actualitzar amb una alerta addicional d'huracà per a San Andrés, així com un advertiment de tempesta tropical per al centre sud de Nicaragua. La resta de la costa d'Hondures, així com les Illes de la Bahia, van ser posats sota advertiment de tempesta tropical el 16 de novembre.A Panamà el govern va declarar estat d'emergència ambiental davant l'huracà per a les províncies de Colón, Darién, Los Santos, i les Ngöbe-Buglé, davant els efectes col·laterals que podria causar l'huracà Iota al territori.
Oxfam va haver de suspendre temporalment les operacions a Nicaragua, Hondures, Guatemala i El Salvador relacionades amb l'huracà Eta per protegir les obres de socors.

### Nicaragua
Amb Nicaragua encara recuperant-se de l'huracà Eta dues setmanes abans, moltes àrees van quedar inundades. Els pobles al voltant de Puerto Cabezas en particular van ser devastats per Eta i els enderrocs van romandre escampats per l'àrea. La Federació Internacional de Societats de la Creu Roja i de la Mitja Lluna Roja va posar l'accent en el risc d'inundacions i lliscaments de terra generalitzats, ja que els sòls estaven completament saturats. El Govern de Nicaragua va obrir 600 refugis i 63.000 persones van ser evacuades a nivell nacional. Alguns residents temien morir de gana mentre vivien en refugis, ja que Eta va destruir en gran manera els cultius de la regió. El govern de Taiwan va donar 800 tones d'arròs a les àrees afectades per la tempesta.

### Hondures
Aproximadament 80.000 persones van ser evacuades d'àrees propenses a inundacions. S'estima que 100.000 persones van romandre aïllades en tot Hondures després de l'huracà Eta quan Iota va tocar terra.

### El Salvador
El Govern d'El Salvador va obrir 1.000 albergs amb capacitat per 30.000 persones. Pel 17 de novembre, 700 persones s'havien traslladat de les seves llars.

## Impacte

Enfortiment de l'huracà Iota en el Mar Carib occidental acostant-se a Nicaragua

### Veneçuela
L'ona tropical precursora de Iota va produir fortes pluges a Falcón de Veneçuela, principalment en la península de Paraguaná. En el municipi de Silva, les inundacions van afectar 288 habitatges. Es van reportar danys a habitatges en El Cayude i El Tranquero. La comunitat de Santa Ana va quedar sense servei elèctric. Funcionaris de Protecció Civil van alertar als residents sobre possibles inundacions al llarg de l'embassament de Matícora en Mauroa, el riu Barrancas i el riu Auebrada de Uca. Algunes inundacions van tenir lloc a l'estat de Miranda.

### Colòmbia
Les fortes pluges associades amb una onada tropical i Iota van causar grans danys a Colòmbia. Els pitjors danys es van produir en el sector Mohán de Dabeiba, on els lliscaments de terra van matar a tres persones, van ferir a vint i van deixar 16 desapareguts. Vuit persones van ser rescatades dels enderrocs. Els lliscaments de terra van destruir 67 habitatges i van danyar altres 104, així com 3 escoles.
Un total de 497 persones es van veure afectades. Aproximadament 100 vehicles van quedar atrapats per despreniments de roques al llarg d'una carretera entre Dabeiba i Urabá. Les inundacions van afectar deu municipis del departament de Chocó; el poble de Lloró va quedar aïllat després del col·lapse de l'únic pont cap a la comunitat. Un lliscament de terra en Carmen de Atrato va matar a una persona quan la seva casa va ser colgada. A Chocó s'estima que 28.000 persones es van veure afectades. Una camioneta amb dos ocupants va desaparèixer quan un lliscament de terra va arrossegar el vehicle al riu Atrato. Es van declarar emergències per 29 municipis del departament de Santander on múltiples rius desbordaven els seus marges. Diverses famílies van ser evacuades de Cimitarra a causa de la crescuda de l'aigua al llarg del riu Carare. El col·lapse d'un pont al llarg del riu Chicamocha va aïllar a aproximadament 1.000 persones en Carcasí i Enciso. Més de 1.000 habitatges van resultar danyats en el departament de l'Atlántico: 693 a Malambo, 200 a Candelaria i 150 a Carreto.

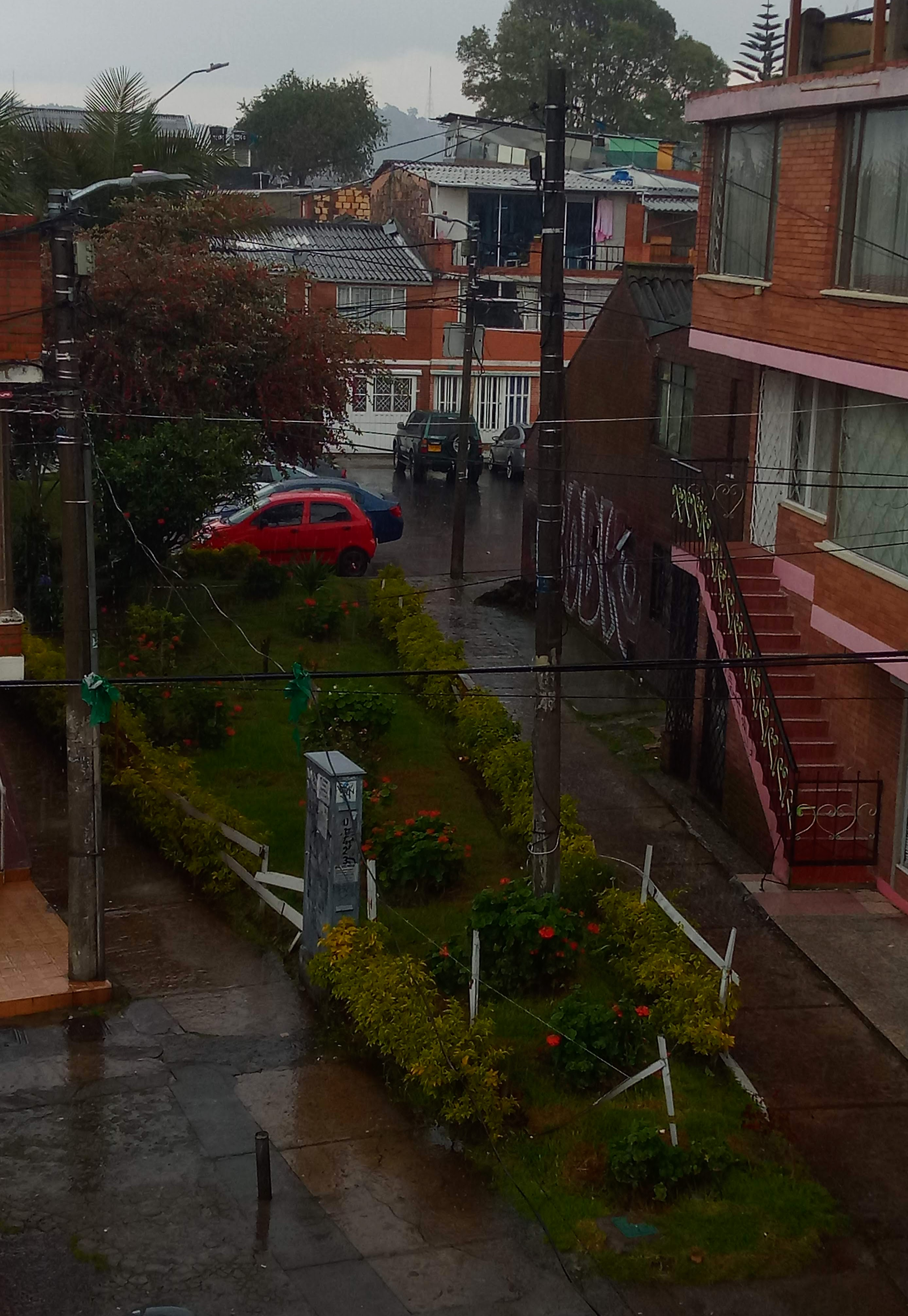
Mal clima i pluges a Bogotà causades per l'Huracà Iota.

El departament del Chocó és potser la zona més afectada per les pluges aquell dissabte, ja que en les últimes hores les precipitacions van generat emergències en almenys 14 municipis d'aquesta zona del país.

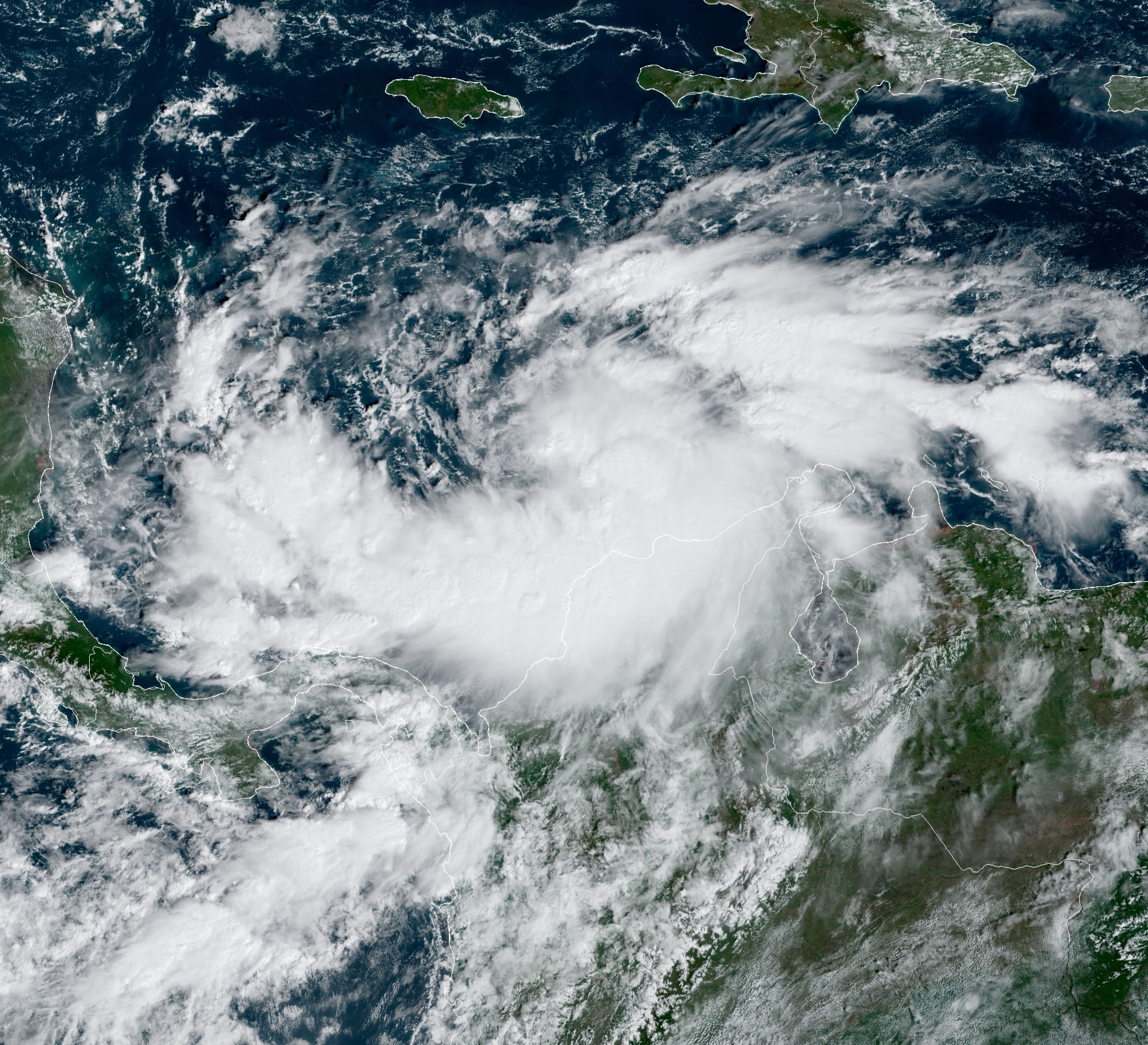
Les fortes pluges de les bandes exteriors de Iota es van estendre pel nord-oest de Colòmbia el 14 de novembre.

S'estima que el 70 per cent de Cartagena va sofrir inundacions a causa dels efectes directes de Iota, que van afectar unes 155.000 persones. Nombrosos habitatges van resultar danyats o destruïts per inundacions i lliscaments de terra. Els funcionaris de la ciutat van convertir el Coliseo de Combate en un refugi amb capacitat per 200 persones.
Del 15 al 16 de novembre, Iota va passar prop de l'arxipèlag de San Andrés, Providencia i Santa Catalina. A Providencia, el pas de l'huracà Iota va destruir el 98 % dels habitatges i infraestructures, deixant a més de 5000 habitants sense habitatge digne. L'illa Providencia pràcticament va ser esborrada del mapa després del pas de la furiosa IOTA que tot i la destrucció, no va causar víctimes. A San Andrés, nombrosos arbres van ser arrencats d'arrel, alguns dels quals van caure sobre habitatges.

### Nicaragua

Iota arriba a Nicaragua com a Huracà categoria 5

Mentre Iota es traslladava a terra, l'aeroport de Puerto Cabezas al nord del punt d'arribada a terra va reportar vents sostinguts de 72 nusos (85 mph; 135 km/h) amb ràfegues de 98 nusos (115 mph; 180 km/h) a les 02.53 UTC del 17 de novembre. Els informes de danys, no obstant això, van ser extremadament limitats a causa dels danys soferts anteriorment per l'huracà Eta a l'àrea. A mesura que la tempesta continuava terra endins, una radioaficionada del Club de Radio-Experimentadors de Nicaragua (CREN) va informar vents de 124 mph (200 km/h) i sostres danyats a la ciutat de Bilwi, encara que no estava clar si es tractava de vents sostinguts. o ràfegues de vent.
Un total de 160.233 llars es van quedar sense electricitat i 47.638 famílies van perdre el servei d'aigua. L'Institut Nicaragüenc de Telecomunicacions i Correus va informar pèrdua de servei telefònic a 35 comunitats.
Les pluges torrencials en sòls ja saturats van provocar grans inundacions i lliscaments de terra. Almenys 16 persones van morir en relació amb l'huracà, i 29 desaparegudes. Dos nens van ser arrossegats per un riu a Santa Teresa, Carazo, mentre que altres tres membres de la seva família van desaparèixer; un sisè membre de la família va ser rescatat. Un lliscament de terra va matar a dues persones a Wiwilí de Jinotega i una altra persona va morir a Quilalí. A Wiwilí, van sorgir temors sobre la seguretat dels residents que van ser evacuats a les muntanyes per escapar de les inundacions a causa dels nombrosos lliscaments de terra a la regió. El 17 de novembre, almenys 30 persones van ser enterrades en un lliscament de terra en Massís de Penes Blanques, i es va trobar enterrat a un nen. L'endemà, es van recuperar quatre cossos més, inclòs un d'un bebè.

### Hondures
Iota va entrar a Hondures com un huracà categoria 1, que després es va degradar a tempesta tropical. Va produir fortes pluges en tot el territori, la qual cosa va provocar el desbordament de rius en tot el país. La zona més afectada uns dies abans per l'Huracà Eta, la Vall de Sula, va anar novament inundada per les pluges de Iota, però amb majors nivells d'inundacions a causa de la saturació d'aigua en el sòl causades per Eta. Els municipis de la Llima, Choloma i Villanueva van ser destruïts gairebé per complet a causa de les inundacions que van cobrir cases fins als sostres. Immediatament la població civil va començar amb obres de rescat en llanxes i barques de la seva propietat.
També es van informar lliscaments de terra i arbres caiguts en parts del país, que van ser la principal causa de mort a Hondures, un en Sant Manuel Colohete, Lempira va matar a vuit persones i un altre en Els Trapiches va matar a cinc persones. Teonela Paisà Wood, alcaldessa de Brus Laguna, va expressar la seva preocupació que les pluges contínues representin una gran amenaça per a la ciutat. Diverses cases de formigó i fusta van quedar reduïdes a enderrocs.
L'Occident va ser una de les zones amb més danys en carreteres, xarxa elèctrica i serveis de trucades. El departament de Copán va quedar incomunicat per complet després que el pont de les Malvines, que comunica amb San Pedro Sula, col·lapsés davant el corrent d'aigua. Al sud del departament també va col·lapsar el pont del riu Higuito, que comunica amb el departament de Lempira, deixant el departament aïllat de la resta del país.

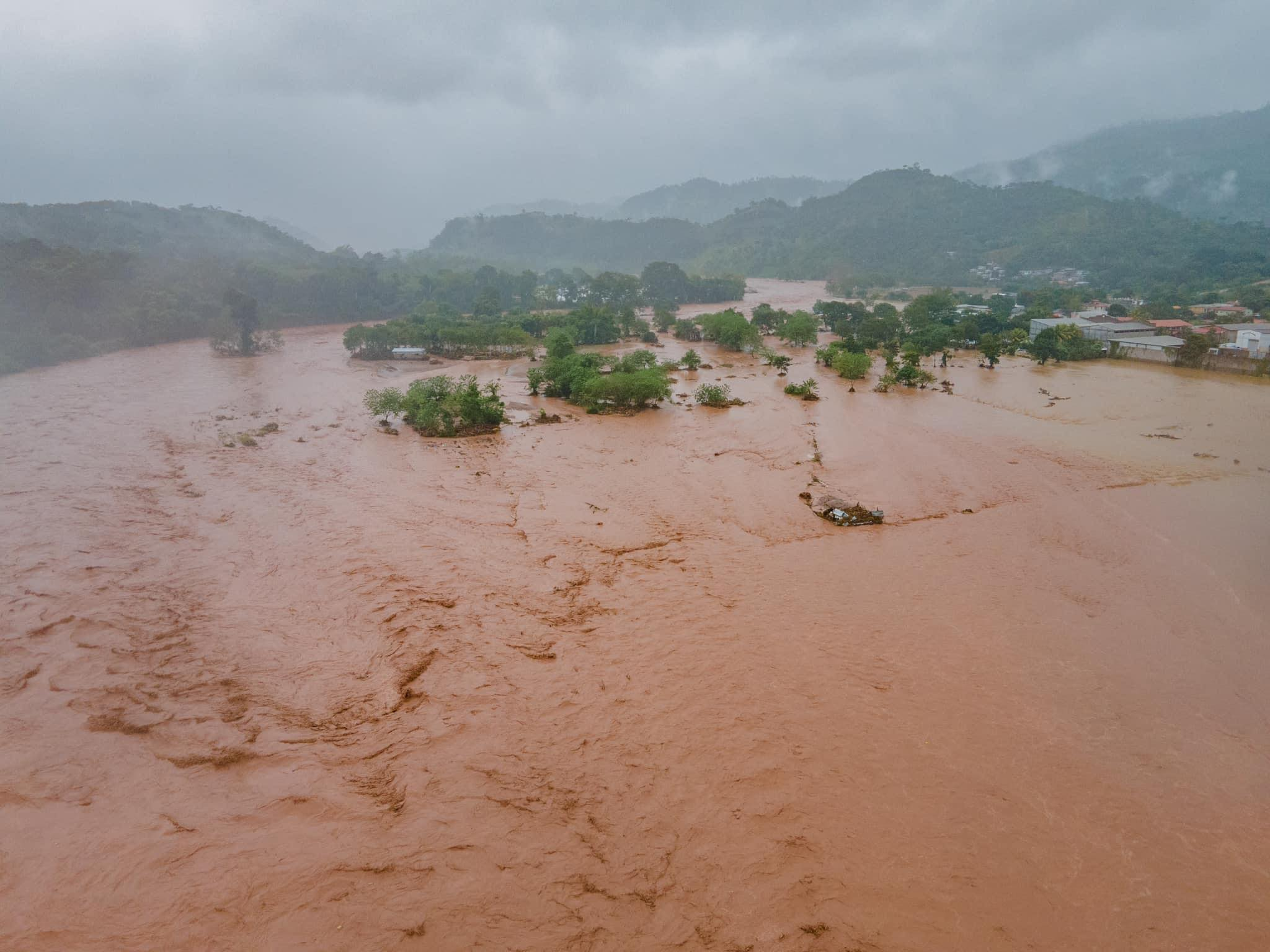
Rio Copen deixa part de la ciutat de Copen Ruïnes sota l'aigua. Occident d'Hondures

La Ceiba, va informar una ràfega de vent de 58 mph (93 km / h). Sis persones han mort com a resultat dels impactes de Iota a Hondures. Una nena va morir després de caure-li un arbre en La Mosquitia, però aquesta mort no ha estat certificada oficialment per COPECO. A més, es va informar que un nen va morir en caure un arbre en Brus Laguna.
La comunitat de la Reina, situada en el municipi de Protección, departament de Santa Bàrbara, va quedar amb més de 300 habitatges soterrats després que es produís un lliscament de sòl, a causa de les constants pluges. Unes 1,000 persones van ser rescatades i portades a un alberg a Copán.
Les dades preliminars van marcar que a la Vall de Sula havien més d'1,7 milions d'afectats per Iota. A finals de desembre els afectats es van comptar en més 2,4 milions de persones.

### Panamà
Funcionaris a Panamà van dir que una persona va morir en Nole Duima a la Comarca Ngäbe-Buglé. Una altra persona va desaparèixer a Soloy, també a la regió

## Conseqüències

### Colòmbia
Després del restabliment de la comunicació amb Providència el 16 de novembre, el president Iván Duque Márquez va prometre ajuda immediata a l'illa. El mar embravit del 17 de novembre va impedir que l'Armada de Colòmbia arribés a l'illa, encara que Duque va poder volar en helicòpter per realitzar un reconeixement aeri. S'instal·larien dos hospitals de campanya i 4.000 tendes de campanya a l'illa. Es va posar l'accent en l'evacuació de les lesions crítiques al continent abans d'establir els hospitals de campanya. L'exèrcit colombià va desplegar enginyers i 15 tones d'aliments. Duque va afirmar que s'elaboraria un pla per a la reconstrucció completa de la infraestructura de Providencia en un termini de 100 dies i que tots els habitatges destruïts es reconstruiran pel 2022.
L'oposició a Duque el va criticar per no evacuar Providencia abans de la tempesta.
Almenys dues persones van morir i una està desapareguda en Providencia, va dir el dimarts el president de Colòmbia, Iván Duque. Cent dotze persones van ser evacuades de l'illa el dimarts, entre elles sis ferides de gravetat.

### Nicaragua
La companyia elèctrica de Nicaragua, Enatrel, va enviar a més de 100 quadrilles a la costa del Carib per restaurar l'electricitat. Pel 17 de novembre, es van restablir gairebé la meitat dels talls.
Operation USA va començar els preparatius per als esforços de socors el 17 de novembre.

## Registres i distincions
- Va ser la primera tempesta amb nom número 30, així com la primera a usar la lletra de l'alfabet grec Iota en la història dels huracans a la regió, afirmant a la temporada d'huracans a l'Atlàntic de 2020 com la més activa des que es té registre.
- En aconseguir l'estat d'huracà major a les 06.00 UTC del 16 de novembre, la temporada 2020 es va convertir en la primera en la història registrada a tenir dos huracans importants al novembre.[41]
- En aconseguir la intensitat de Categoria 5, Iota es va convertir en l'últim huracà d'aquest rang a l'Atlàntic i només el segon registrat al novembre, després de l'huracà de Cuba de 1932.
- Iota és el primer huracà de Categoria 5 en la temporada d'huracans de l'Atlàntic de 2020.